# Antodynerus spoliatus
Antodynerus spoliatus är en stekelart som först beskrevs av Cameron 1910.  Antodynerus spoliatus ingår i släktet Antodynerus och familjen Eumenidae. Utöver nominatformen finns också underarten A. s. ferruginatus.